# Lacrimoso 3
Lacrimoso 3 (né en 2004) est un hongre de saut d'obstacles du stud-book Holsteiner, fils de Lantjungeg et d'Intschuschuna, par Cascavelle. 

## Histoire
Lacrimoso 3 naît en 2004 en Allemagne chez M. Michael Eitel. 
Le hongre entre au haras des Coudrettes en mars 2012.
Le 20 avril 2014, une visite vétérinaire lors de la Coupe du monde de Lyon révèle qu'il est blessé, l'examen par IRM qui suit révèle une lésion à un suspenseur,. En avril 2016, il se blesse à un pied, ce qui empêche sa participation aux Jeux Olympiques de Rio,. Arrêté depuis mars 2017, il retrouve la compétition en juin 2019, à l'âge de 15 ans.

## Palmarès
Lacrimoso 3 a concouru sous la selle de Katharina Offel jusqu'en 2012, décrochant deux CSIO5* à 1,40 m. Avec Patrice Delaveau, le hongre a remporté le Grand Prix de Hong Kong en 2013, le Grand Prix CSI 5*W de Leipzig en 2014 et le CSI 5* GCT de Rome en 2015.